# Zhou Bingde

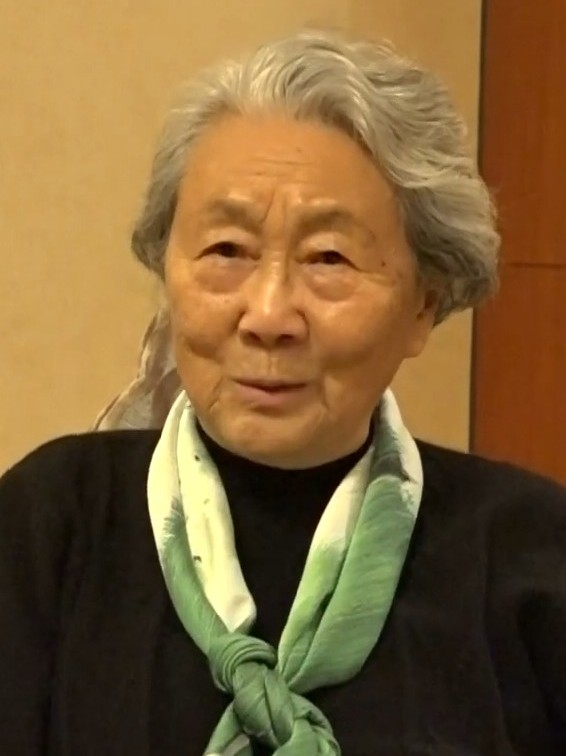
Zhou Bingde (2023)

Zhou Bingde (chinesisch 周秉德, Pinyin Zhōu Bǐngdé; geb. April 1937) ist eine politische Persönlichkeit in der Volksrepublik China, die als stellvertretende Direktorin des China News Service (Zhongguo Xinwenshe), Geschäftsführerin der Chinesischen Vereinigung zur Förderung der friedlichen Wiedervereinigung (Zhongguo heping tongyi cujinhui – 中国和平统一促进会; China Council for the Promotion of Peaceful National Reunification; Abk. CCPPNR) und Mitglied des Neunten und Zehnten Nationalen Ausschusses der Politischen Konsultativkonferenz des Chinesischen Volkes (PKKCV) tätig war.
Sie ist einer der Gründer des Zhou Enlai Peace Institute. An der Tianjin-Universität wurde sie zum Distinguished Professor ernannt.

## Familie
Ihr Vater ist Zhou Enshou (周恩寿), ihr Onkel Zhou Enlai (周恩来), ihr Ehemann Shen Renhua (沈人骅), Enkel von Shen Junru (沈钧儒).
Zhou Bingde wuchs bei Zhou Enlai (1898–1976) auf, dem ersten Premierminister der Volksrepublik China und engen Vertrauten von Mao Zedong. Im Alter von 12 Jahren zog die Nichte von Zhou Enlai 1949 zu ihrem Onkel (dem älteren Bruder ihres Vaters) nach Zhongnanhai in Peking und lebte mehr als zehn Jahre bei ihm und seiner Frau Deng Yingchao. Diese hatten keine Kinder, daher wurde Zhou Bingde die jüngere Generation, die die engste Beziehung zu Zhou Enlai hatte.

## „Mein Onkel Zhou Enlai“
Zhou Bingde ist Verfasserin eines Buches über ihren Onkel Zhou Enlai (1898–1976) mit dem Titel Mein Onkel Zhou Enlai (Wo de bofu Zhou Enlai). Ihr Buch gilt als ein bemerkenswertes und intimes Porträt eines der größten und beliebtesten Führer Chinas des 20. Jahrhunderts. Aus der Sicht eines jungen Mädchens, das zur Frau heranwächst, wird darin der Wandel Chinas von der Zeit des Widerstandskrieges gegen die japanische Aggression in den späten 1930er Jahren über die Gründung der Volksrepublik China im Jahr 1949 bis hin zu Zhou Enlais letzten Lebensjahren und der Aufnahme von Beziehungen zu den Vereinigten Staaten in den 1970er Jahren erzählt und es werden verschiedenste Einblicke in die Zeit der Gründung der Volksrepublik China und ihre ersten Jahre und über Zhou Enlais Aufstieg zu einem der wichtigsten Akteure in Chinas Innen- und Außenbeziehungen geliefert.
Das Buch diente einer chinesischen historischen biografischen Fernsehserie mit dem Titel Haitang yijiu (海棠依旧) aus dem Jahr 2016 lose als Grundlage.

## Veröffentlichungen
- Zhou Enlai shi-lian jianzhu 《周恩来诗联集笺注》 [Anmerkungen zu den Gesammelten Gedichten und Couplets von Zhou Enlai]. Jiangsu Literature and Art Publishing House 江苏文艺出版社 1998.
- Wo de bofu Zhou Enlai《我的伯父周恩来》[Mein Onkel Zhou Enlai]. Liaoning People’s Publishing House 辽宁人民出版社, Shenyang 2000.
- Qinqing Xihuating: Women xinzhong de bofu bomu《亲情西花厅：我们心中的伯父伯母》 [Liebliche Xihua-Halle: mein Onkel und meine Tante in unseren Herzen]. Hongqi Publishing House 红旗出版社 2008.
- Wo de bofu bomu Zhou Enlai Deng Yingchao 《我的伯父伯母周恩来邓颖超》 [Meine Tante und mein Onkel Zhou Enlai und Deng Yingchao]. Jincheng Publishing House 金城出版社 2018.